# Mauro Vila
Mauro Vila, vollständiger Name Mauro Adrián Vila Wilkins, (* 25. Februar 1986 in Montevideo) ist ein uruguayischer Fußballspieler.

## Karriere

### Verein
Der 1,68 Meter große Offensivakteur Vila gehörte mindestens im Jahr 2003 den Nachwuchsmannschaften des uruguayischen Klubs Defensor Sporting an. Ab 2005 zählte er zum Profikader. In der Saison 2008/09 erzielte er für die Erstligamannschaft Defensors zwischen Oktober 2008 und Mai 2009 sechs Treffer in der Primera División. Zudem wurde er neunmal (kein Tor) in der Copa Libertadores 2009 eingesetzt. Es folgte spätestens von September 2009 an eine Karrierestation in Mexiko beim Querétaro FC. Bis zu seinem letzten Einsatz am 31. Januar 2010 bestritt er dort 27 Erstligaspiele und schoss drei Tore. Mindestens von Juli bis Oktober 2010 spielte er für Indios de Ciudad Juárez. Die Statistik weist für ihn in diesem Zeitraum neun absolvierte Partien (kein Tor) in der Primera A aus. In der Clausura 2011 traf er bei acht Einsätzen in der höchsten uruguayischen Spielklasse für Defensor Sporting einmal ins gegnerische Tor. Anfang August 2011 schloss er sich dem Club Almirante Brown an, für den er einmal (kein Tor) in der Copa Argentina und neunmal (kein Tor) in der Primera B Nacional auflief. Anfang Juli 2012 wechselte er zu Deportivo Quito. Bei den Ecuadorianern absolvierte er zehn Spiele (kein Tor) in der Primera A und fünf Begegnungen (ein Tor) in der Copa Sudamericana 2012. Ab Jahresanfang 2013 setzte er seine Karriere in Peru bei UTC Cajamarca fort. Er wurde dort 68-mal (sieben Tore) in der Primera División, 14-mal (kein Tor) in der Copa Inca und zweimal (kein Tor) in der Copa Sudamericana 2014 eingesetzt. Anfang Februar 2015 folgte ein Wechsel zum uruguayischen Erstligisten Rampla Juniors. In der Clausura 2015 schoss er zwei Tore be 13 Ligaeinsätzen, konnte mit seinem Team aber den Abstieg am Saisonende nicht verhindern. Seit Ende Juli 2015 steht er beim Zweitligisten Boston River unter Vertrag. In der Saison 2015/16 trug er mit sieben Treffern bei 19 Zweitligaeinsätzen zum Aufstieg seines Klubs in die höchste uruguayische Spielklasse bei. Dort absolvierte er in der Saison 2016 sechs Ligaspiele und schoss ein Tor.

### Nationalmannschaft
Vila gehörte mindestens 2003 der von Trainer Cristóbal Maldonado bzw. Jorge Da Silva betreuten uruguayischen U-17-Auswahl an, die an der U-17-Südamerikameisterschaft 2003 in Bolivien teilnahm und den 4. Platz belegte. Im Verlaufe des Turniers erzielte er einen Treffer.
Er debütierte am 27. September 2006 bei der 0:1-Auswärtsniederlage im Freundschaftsspiel gegen Venezuela unter Trainer Óscar Tabárez in der uruguayischen A-Nationalmannschaft, als er in der 63. Spielminute für Nicolás Vigneri eingewechselt wurde. Einen weiteren Länderspieleinsatz verbuchte er am 18. Oktober 2006 beim 4:0-Sieg gegen den gleichen Gegner.